# Seznam obcí v departementu Deux-Sèvres

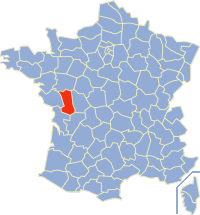
Deux-Sèvres

Toto je seznam obcí v departementu Deux-Sèvres ve Francii, jichž je celkem 305:
| INSEE | PSČ   | Obec                                 |
| ----- | ----- | ------------------------------------ |
| 79001 | 79240 | L'Absie                              |
| 79002 | 79200 | Adilly                               |
| 79003 | 79230 | Aiffres                              |
| 79004 | 79370 | Aigonnay                             |
| 79005 | 79600 | Airvault                             |
| 79006 | 79190 | Les Alleuds                          |
| 79007 | 79130 | Allonne                              |
| 79008 | 79350 | Amailloux                            |
| 79009 | 79210 | Amuré                                |
| 79010 | 79210 | Arçais                               |
| 79011 | 79110 | Ardilleux                            |
| 79012 | 79160 | Ardin                                |
| 79013 | 79150 | Argenton-les-Vallées                 |
| 79014 | 79290 | Argenton-l'Église                    |
| 79015 | 79170 | Asnières-en-Poitou                   |
| 79016 | 79600 | Assais-les-Jumeaux                   |
| 79018 | 79110 | Aubigné                              |
| 79019 | 79390 | Aubigny                              |
| 79020 | 79400 | Augé                                 |
| 79022 | 79600 | Availles-Thouarsais                  |
| 79023 | 79800 | Avon                                 |
| 79024 | 79400 | Azay-le-Brûlé                        |
| 79025 | 79130 | Azay-sur-Thouet                      |
| 79027 | 79110 | La Bataille                          |
| 79029 | 79420 | Beaulieu-sous-Parthenay              |
| 79030 | 79370 | Beaussais                            |
| 79031 | 79360 | Beauvoir-sur-Niort                   |
| 79032 | 79160 | Béceleuf                             |
| 79033 | 79360 | Belleville                           |
| 79034 | 79000 | Bessines                             |
| 79035 | 79130 | Le Beugnon                           |
| 79038 | 79300 | Boismé                               |
| 79039 | 79360 | Boisserolles                         |
| 79040 | 79310 | La Boissière-en-Gâtine               |
| 79042 | 79800 | Bougon                               |
| 79043 | 79290 | Bouillé-Loretz                       |
| 79044 | 79290 | Bouillé-Saint-Paul                   |
| 79045 | 79110 | Bouin                                |
| 79046 | 79210 | Le Bourdet                           |
| 79047 | 79600 | Boussais                             |
| 79049 | 79300 | Bressuire                            |
| 79050 | 79140 | Bretignolles                         |
| 79051 | 79320 | Le Breuil-Bernard                    |
| 79053 | 79150 | Le Breuil-sous-Argenton              |
| 79054 | 79100 | Brie                                 |
| 79055 | 79170 | Brieuil-sur-Chizé                    |
| 79056 | 79290 | Brion-près-Thouet                    |
| 79057 | 79170 | Brioux-sur-Boutonne                  |
| 79058 | 79230 | Brûlain                              |
| 79059 | 79240 | Le Busseau                           |
| 79060 | 79190 | Caunay                               |
| 79061 | 79370 | Celles-sur-Belle                     |
| 79062 | 79140 | Cerizay                              |
| 79063 | 79290 | Cersay                               |
| 79064 | 79500 | Chail                                |
| 79066 | 79220 | Champdeniers-Saint-Denis             |
| 79068 | 79340 | Chantecorps                          |
| 79069 | 79320 | Chanteloup                           |
| 79070 | 79220 | La Chapelle-Bâton                    |
| 79071 | 79200 | La Chapelle-Bertrand                 |
| 79072 | 79300 | La Chapelle-Gaudin                   |
| 79074 | 79190 | La Chapelle-Pouilloux                |
| 79075 | 79240 | La Chapelle-Saint-Étienne            |
| 79076 | 79430 | La Chapelle-Saint-Laurent            |
| 79077 | 79160 | La Chapelle-Thireuil                 |
| 79080 | 79200 | Châtillon-sur-Thouet                 |
| 79081 | 79180 | Chauray                              |
| 79083 | 79110 | Chef-Boutonne                        |
| 79084 | 79120 | Chenay                               |
| 79085 | 79170 | Chérigné                             |
| 79086 | 79410 | Cherveux                             |
| 79087 | 79120 | Chey                                 |
| 79088 | 79350 | Chiché                               |
| 79089 | 79600 | Le Chillou                           |
| 79090 | 79170 | Chizé                                |
| 79091 | 79140 | Cirières                             |
| 79092 | 79420 | Clavé                                |
| 79094 | 79350 | Clessé                               |
| 79095 | 79190 | Clussais-la-Pommeraie                |
| 79096 | 79140 | Combrand                             |
| 79098 | 79800 | La Couarde                           |
| 79099 | 79150 | La Coudre                            |
| 79100 | 79510 | Coulon                               |
| 79101 | 79160 | Coulonges-sur-l'Autize               |
| 79102 | 79330 | Coulonges-Thouarsais                 |
| 79103 | 79440 | Courlay                              |
| 79104 | 79220 | Cours                                |
| 79105 | 79340 | Coutières                            |
| 79106 | 79110 | Couture-d'Argenson                   |
| 79048 | 79260 | La Crèche                            |
| 79107 | 79110 | Crézières                            |
| 79108 | 79390 | Doux                                 |
| 79109 | 79410 | Échiré (CAN)                         |
| 79111 | 79170 | Ensigné                              |
| 79112 | 79270 | Épannes                              |
| 79113 | 79150 | Étusson                              |
| 79114 | 79400 | Exireuil                             |
| 79115 | 79800 | Exoudun                              |
| 79116 | 79350 | Faye-l'Abbesse                       |
| 79117 | 79160 | Faye-sur-Ardin                       |
| 79118 | 79450 | Fénery                               |
| 79119 | 79160 | Fenioux                              |
| 79120 | 79390 | La Ferrière-en-Parthenay             |
| 79121 | 79340 | Fomperron                            |
| 79122 | 79110 | Fontenille-Saint-Martin-d'Entraigues |
| 79123 | 79380 | La Forêt-sur-Sèvre                   |
| 79124 | 79340 | Les Forges                           |
| 79125 | 79230 | Fors                                 |
| 79126 | 79360 | Les Fosses                           |
| 79127 | 79360 | La Foye-Monjault                     |
| 79128 | 79260 | François                             |
| 79129 | 79370 | Fressines                            |
| 79130 | 79270 | Frontenay-Rohan-Rohan                |
| 79131 | 79330 | Geay                                 |
| 79132 | 79150 | Genneton                             |
| 79133 | 79220 | Germond-Rouvre                       |
| 79134 | 79330 | Glénay                               |
| 79135 | 79200 | Gourgé                               |
| 79136 | 79110 | Gournay-Loizé                        |
| 79137 | 79360 | Granzay-Gript                        |
| 79139 | 79220 | Les Groseillers                      |
| 79140 | 79110 | Hanc                                 |
| 79141 | 79600 | Irais                                |
| 79142 | 79170 | Juillé                               |
| 79144 | 79230 | Juscorps                             |
| 79145 | 79200 | Lageon                               |
| 79147 | 79240 | Largeasse                            |
| 79148 | 79120 | Lezay                                |
| 79149 | 79390 | Lhoumois                             |
| 79150 | 79190 | Limalonges                           |
| 79152 | 79190 | Lorigné                              |
| 79153 | 79110 | Loubigné                             |
| 79154 | 79110 | Loubillé                             |
| 79156 | 79600 | Louin                                |
| 79157 | 79100 | Louzy                                |
| 79158 | 79170 | Luché-sur-Brioux                     |
| 79159 | 79330 | Luché-Thouarsais                     |
| 79160 | 79170 | Lusseray                             |
| 79161 | 79100 | Luzay                                |
| 79162 | 79460 | Magné                                |
| 79163 | 79190 | Mairé-Levescault                     |
| 79164 | 79500 | Maisonnay                            |
| 79165 | 79600 | Maisontiers                          |
| 79166 | 79360 | Marigny                              |
| 79167 | 79600 | Marnes                               |
| 79168 | 79150 | Massais                              |
| 79079 | 79700 | Mauléon                              |
| 79170 | 79210 | Mauzé-sur-le-Mignon                  |
| 79171 | 79100 | Mauzé-Thouarsais                     |
| 79172 | 79310 | Mazières-en-Gâtine                   |
| 79173 | 79500 | Mazières-sur-Béronne                 |
| 79174 | 79500 | Melle                                |
| 79175 | 79190 | Melleran                             |
| 79176 | 79340 | Ménigoute                            |
| 79177 | 79120 | Messé                                |
| 79178 | 79100 | Missé                                |
| 79179 | 79320 | Moncoutant                           |
| 79180 | 79190 | Montalembert                         |
| 79183 | 79140 | Montravers                           |
| 79184 | 79800 | La Mothe-Saint-Héray                 |
| 79185 | 79370 | Mougon                               |
| 79187 | 79150 | Moutiers-sous-Argenton               |
| 79188 | 79320 | Moutiers-sous-Chantemerle            |
| 79189 | 79400 | Nanteuil                             |
| 79190 | 79130 | Neuvy-Bouin                          |
| 79191 | 79000 | Niort                                |
| 79195 | 79250 | Nueil-les-Aubiers                    |
| 79196 | 79100 | Oiron                                |
| 79197 | 79390 | Oroux                                |
| 79198 | 79170 | Paizay-le-Chapt                      |
| 79199 | 79500 | Paizay-le-Tort                       |
| 79200 | 79220 | Pamplie                              |
| 79201 | 79800 | Pamproux                             |
| 79202 | 79200 | Parthenay                            |
| 79203 | 79100 | Pas-de-Jeu                           |
| 79204 | 79170 | Périgné                              |
| 79205 | 79190 | Pers                                 |
| 79207 | 79700 | La Petite-Boissière                  |
| 79208 | 79200 | La Peyratte                          |
| 79209 | 79330 | Pierrefitte                          |
| 79210 | 79140 | Le Pin                               |
| 79211 | 79110 | Pioussay                             |
| 79212 | 79190 | Pliboux                              |
| 79213 | 79200 | Pompaire                             |
| 79214 | 79500 | Pouffonds                            |
| 79215 | 79130 | Pougne-Hérisson                      |
| 79216 | 79230 | Prahecq                              |
| 79217 | 79370 | Prailles                             |
| 79218 | 79390 | Pressigny                            |
| 79219 | 79210 | Priaires                             |
| 79220 | 79210 | Prin-Deyrançon                       |
| 79078 | 79360 | Prissé-la-Charrière                  |
| 79222 | 79320 | Pugny                                |
| 79223 | 79160 | Puihardy                             |
| 79225 | 79420 | Reffannes                            |
| 79226 | 79130 | Le Retail                            |
| 79229 | 79270 | La Rochénard                         |
| 79230 | 79120 | Rom                                  |
| 79231 | 79260 | Romans                               |
| 79235 | 79700 | Saint-Amand-sur-Sèvre                |
| 79236 | 79380 | Saint-André-sur-Sèvre                |
| 79238 | 79300 | Saint-Aubin-du-Plain                 |
| 79239 | 79450 | Saint-Aubin-le-Cloud                 |
| 79241 | 79220 | Saint-Christophe-sur-Roc             |
| 79242 | 79150 | Saint-Clémentin                      |
| 79243 | 79120 | Saint-Coutant                        |
| 79244 | 79100 | Saint-Cyr-la-Lande                   |
| 79240 | 79370 | Sainte-Blandine                      |
| 79246 | 79800 | Sainte-Eanne                         |
| 79250 | 79330 | Sainte-Gemme                         |
| 79283 | 79260 | Sainte-Néomaye                       |
| 79284 | 79220 | Sainte-Ouenne                        |
| 79292 | 79100 | Sainte-Radegonde                     |
| 79297 | 79120 | Sainte-Soline                        |
| 79247 | 79360 | Saint-Étienne-la-Cigogne             |
| 79300 | 79100 | Sainte-Verge                         |
| 79249 | 79410 | Saint-Gelais                         |
| 79251 | 79500 | Saint-Génard                         |
| 79252 | 79600 | Saint-Généroux                       |
| 79253 | 79400 | Saint-Georges-de-Noisné              |
| 79254 | 79210 | Saint-Georges-de-Rex                 |
| 79255 | 79200 | Saint-Germain-de-Longue-Chaume       |
| 79256 | 79340 | Saint-Germier                        |
| 79257 | 79210 | Saint-Hilaire-la-Palud               |
| 79258 | 79100 | Saint-Jacques-de-Thouars             |
| 79259 | 79100 | Saint-Jean-de-Thouars                |
| 79260 | 79600 | Saint-Jouin-de-Marnes                |
| 79261 | 79380 | Saint-Jouin-de-Milly                 |
| 79263 | 79160 | Saint-Laurs                          |
| 79264 | 79500 | Saint-Léger-de-la-Martinière         |
| 79265 | 79100 | Saint-Léger-de-Montbrun              |
| 79267 | 79420 | Saint-Lin                            |
| 79268 | 79600 | Saint-Loup-Lamairé                   |
| 79269 | 79160 | Saint-Maixent-de-Beugné              |
| 79270 | 79400 | Saint-Maixent-l'École                |
| 79271 | 79310 | Saint-Marc-la-Lande                  |
| 79273 | 79230 | Saint-Martin-de-Bernegoue            |
| 79274 | 79100 | Saint-Martin-de-Mâcon                |
| 79276 | 79400 | Saint-Martin-de-Saint-Maixent        |
| 79277 | 79290 | Saint-Martin-de-Sanzay               |
| 79278 | 79420 | Saint-Martin-du-Fouilloux            |
| 79279 | 79500 | Saint-Martin-lès-Melle               |
| 79280 | 79150 | Saint-Maurice-la-Fougereuse          |
| 79281 | 79410 | Saint-Maxire                         |
| 79282 | 79370 | Saint-Médard                         |
| 79285 | 79310 | Saint-Pardoux                        |
| 79286 | 79240 | Saint-Paul-en-Gâtine                 |
| 79289 | 79700 | Saint-Pierre-des-Échaubrognes        |
| 79290 | 79160 | Saint-Pompain                        |
| 79293 | 79410 | Saint-Rémy                           |
| 79294 | 79230 | Saint-Romans-des-Champs              |
| 79295 | 79500 | Saint-Romans-lès-Melle               |
| 79298 | 79270 | Saint-Symphorien                     |
| 79299 | 79330 | Saint-Varent                         |
| 79301 | 79500 | Saint-Vincent-la-Châtre              |
| 79302 | 79400 | Saivres                              |
| 79303 | 79800 | Salles                               |
| 79304 | 79270 | Sansais                              |
| 79306 | 79200 | Saurais                              |
| 79307 | 79190 | Sauzé-Vaussais                       |
| 79308 | 79000 | Sciecq                               |
| 79309 | 79240 | Scillé                               |
| 79310 | 79170 | Secondigné-sur-Belle                 |
| 79311 | 79130 | Secondigny                           |
| 79312 | 79170 | Séligné                              |
| 79313 | 79120 | Sepvret                              |
| 79314 | 79110 | Sompt                                |
| 79316 | 79800 | Soudan                               |
| 79318 | 79310 | Soutiers                             |
| 79319 | 79800 | Souvigné                             |
| 79320 | 79220 | Surin                                |
| 79321 | 79100 | Taizé                                |
| 79322 | 79200 | Le Tallud                            |
| 79325 | 79600 | Tessonnière                          |
| 79326 | 79390 | Thénezay                             |
| 79327 | 79370 | Thorigné                             |
| 79328 | 79360 | Thorigny-sur-le-Mignon               |
| 79329 | 79100 | Thouars                              |
| 79330 | 79110 | Tillou                               |
| 79331 | 79100 | Tourtenay                            |
| 79332 | 79240 | Trayes                               |
| 79333 | 79150 | Ulcot                                |
| 79334 | 79210 | Usseau                               |
| 79335 | 79270 | Vallans                              |
| 79336 | 79120 | Vançais                              |
| 79337 | 79270 | Le Vanneau-Irleau                    |
| 79338 | 79120 | Vanzay                               |
| 79339 | 79340 | Vasles                               |
| 79340 | 79420 | Vausseroux                           |
| 79341 | 79420 | Vautebis                             |
| 79342 | 79240 | Vernoux-en-Gâtine                    |
| 79343 | 79170 | Vernoux-sur-Boutonne                 |
| 79345 | 79310 | Verruyes                             |
| 79346 | 79170 | Le Vert                              |
| 79347 | 79200 | Viennay                              |
| 79348 | 79170 | Villefollet                          |
| 79349 | 79110 | Villemain                            |
| 79350 | 79360 | Villiers-en-Bois                     |
| 79351 | 79160 | Villiers-en-Plaine                   |
| 79352 | 79170 | Villiers-sur-Chizé                   |
| 79353 | 79370 | Vitré                                |
| 79354 | 79310 | Vouhé                                |
| 79355 | 79230 | Vouillé                              |
| 79356 | 79150 | Voultegon                            |
| 79357 | 79220 | Xaintray                             |